# 팽조 (경조윤)
팽조(彭祖, ? ~ ?)는 전한 중기의 관료이다. ‘팽조’는 이름자로, 성씨는 알 수 없다.

## 행적
원봉 4년(기원전 77년), 경조윤에 임명되었다.

## 출전
- 반고, 《한서》권19하 백관공경표 下

| 전임 번복 | 전한의 경조윤 기원전 77년 ~ ? | 후임 조광한 |